# Bernd-Joachim Hackelöer
Bernd-Joachim Hackelöer (* 23. Februar 1945 in Marburg) ist ein deutscher Gynäkologe.

## Leben
Hackelöer studierte Medizin an der Philipps-Universität Marburg und arbeitete zwischen 1971 und 1986 an der dortigen Frauenklinik. Er promovierte im Jahr 1972, habilitierte sich 1978 und wurde 1981 zum Professor berufen. Zwischen 1972 und 1975 lernte er bei Professor Manfred Hansmann in Bonn und Alfred Kratochwil in Wien Sonografiediagnostik. Gemeinsam mit Hansmann gelang es ihm, Ovarialfollikel darzustellen. Während eines Forschungsaufenthaltes in Glasgow 1977 bei Ian Donald verfeinerte er die Darstellung des Follikelwachstums und legte zusammen mit Hugh Robinson Normwerte für die Durchmesser abhängig vom Menstruationszyklus fest.
Seit 1986 ist er in Hamburg Professor für Gynäkologie und am Lehrkrankenhaus Barmbek seit 1992 Abteilungsleiter für Pränataldiagnostik und Therapie, von 2004 bis 2012 Chefarzt für Geburtshilfe und Pränatalmedizin der Asklepios Klinik Barmbek mit Lehrtätigkeit der Universität Hamburg und der Semmelweis-Universität Budapest (Asklepios Campus Hamburg).
Zusammen mit Hansmann war Hackelöer 1980 für die Einführung des Ultraschall-Screenings im Rahmen der Schwangerschaftsvorsorge verantwortlich.
Er war Vorstandsmitglied der wichtigsten deutschen Fachgesellschaften der Gynäkologie, Geburtshilfe und Ultraschalldiagnostik (Deutsche Gesellschaft für Gynäkologie und Geburtshilfe, Deutsche Gesellschaft für Pränatale Medizin, Deutsche Gesellschaft für Pränatal- und Geburtsmedizin, Deutsche Gesellschaft für Ultraschall in der Medizin (Präsident)).
Hackelöer ist verheiratet und hat vier Kinder. Er ist Mitglied der Turnerschaft Philippina-Saxonia Marburg.